# Небојша Зубовић
Небојша Зубовић (Бања Лука, 12. априла 1959 — Бања Лука, 30. јули 2010) био је српски глумац Народног позоришта Републике Српске и председник Савеза сценских стваралаца Српске, и један од оснивача и први председник Удружења драмских умјетника Српске.

## Биографија
Рођен је 1959. године у Бањој Луци. Током студирања био је члан Студентског позоришта Бања Лука. Радио је у Дјечјем позоришту у Бањој Луци, Народном позоришту у Зеници (до 1988), и Народном позоришту Босанске Крајине. Након распада Југославије, у периоду 1992-1994. је радио као директор Крајишког народног позоришта. Године 1999. постао је стални члан ансамбла Народног позоришта Републике Српске. Био је организатор и режисер позоришног комада „Бескрај Крајине“, и свечаних академија поводом Дана Војске Републике Српске.
Радио је у Пододбору за обиљежавање значајних историјских догађаја при Министарству рада и борачко инвалидске заштите Републике Српске, и учествовао у реализацији умјетничких програма посвећеним скоријој српској историји.
Сахрањен је 1. августа 2010. на Ребровачком гробљу у Бањој Луци. У новембру 2010. у фоајеу НПРС отворена је изложба о Небојши Зубовићу под називом "Помоз` Бог јунаци".

## Филмографија
| Год.     | Назив                 | Улога                     |
| -------- | --------------------- | ------------------------- |
| 1980.-те |                       |                           |
| 1989.    | Шведски аранжман      |                           |
| 1990.-те |                       |                           |
| 1990.    | Прашки студент        |                           |
| 1993.    | Рај                   |                           |
| 1999.    | Мејдан Симеуна Ђака   | Мрачајски прото           |
| 2000.-те |                       |                           |
| 2000.    | Суседи                |                           |
| 2000.    | Жене, људи и остало   | месар Божо                |
| 2004.    | О штетности дувана    |                           |
| 2008.    | Турнеја               | четврти муслимански борац |
| 2008.    | Луд, збуњен, нормалан | Мирко                     |
| 2008.    | Као отац              | свештеник                 |
| 2009.    | 32. децембар          | продавац јелки            |
| 2010.-те |                       |                           |
| 2010.    | Неке друге приче      | деда                      |
| 2011.    | Турнеја (ТВ серија)   | четврти муслимански борац |

## Позоришне улоге
| Премијера        | Представа                   | Улога         | Редитељ          | Позориште |
| ---------------- | --------------------------- | ------------- | ---------------- | --------- |
| 10. мај 1995     | Ђенерал Мишић               | ђенерал Мишић |                  |           |
|                  | Семе                        | Добривоје     |                  |           |
|                  | Ђенерал Милан Недић         | иследник      |                  |           |
|                  | Бановић Страхиња            | Југ Богдан    |                  |           |
|                  | Свети Георгије убива аждаху | Криви Лука    |                  |           |
| децембар 2000    | Богојављенска ноћ           |               | Кокан Младеновић | НПРС      |
| 24. март 2006    | Госпођа министарка          | Сава Мишић    | Милица Краљ      | НПРС      |
| 18. октобар 2007 | Омер паша Латас             |               | Небојша Дугалић  | НПРС      |
| 2. јун 2008      | Дивље Месо                  | Димитрије     | Лари Запија      | НПРС      |
| мај 2009         | Балон од камена             | ђед           | Филип Гринвалд   | НПРС      |

## Занимљивости
На манифестацији "Јабуке и књиге" која се одржава у селу Јабланица код Градишке, награда за најуспјешнијег глумца носи име "Небојша Зубовић".